# Женщины ГУЛАГа
Женщины ГУЛАГа — документальный фильм режиссёра Марианны Яровской. Фильм создан по мотивам книги Пола Грегори «Женщины ГУЛАГа: Пять замечательных жизней». Продюсеры — Яровская и Грегори, исполнительные продюсеры Митчелл Блок и Марк Харрис.
17 декабря 2018 картина вошла в шорт-лист претендентов на премию «Оскар» в номинации «Лучший короткометражный документальный фильм».

## Сюжет
«Женщины ГУЛАГа» — это коллекция откровенных интервью с женщинами, пережившими репрессии 1930-х годов. Лента знакомит зрителей с шестью женщинами, последними уцелевшими узницами сталинских лагерей. Работа над фильмом началась в 2011 г. Команда нашла шесть героинь в самых разных и отдаленных уголках бывшего Советского Союза — на Урале, на Дальнем Востоке, Абхазии и в Подмосковье. Среди героинь — Надежда Левитская, тайная помощница А. И. Солженицына.
Над фильмом работала российско-американская команда.
Фильм показан в рамках программы «Свободная мысль» в 2019 г., 41-й Московский международный кинофестиваль. Телевизионная премьера на Российском канале «Культура» (в сокращенном варианте) и показ на платформе «Смотрим» состоялась в апреле 2021 года.

## Реакции
Джеймс Престридж, Close-Up Culture: «Фильм Марианны Яровской „Женщины ГУЛАГа“ — глубоко трогательный фильм, в котором рассказывается о выживших в ГУЛАГе женщинах и о жестоких инструментах политических репрессий, применявшихся в Советском Союзе».
Стив Понд, The Wrap Magazine: «Фильм „Женщины ГУЛАГа“ имеет все шансы на премию „Оскар“. Он открыл новую тему и рассказал историю, о которой мы не знали раньше — о женах и матерях в лагерях сталинской России».
Владимир Буковский, писатель, политический и общественный деятель: «Как однажды сказал Варлам Шаламов, женщины в зонах были рабами рабов. Это такая страшная нечеловеческая тема, о которой боялись подробно писать даже свидетели преступлений против этих несчастных. Я не понимал, как можно сделать фильм о том, „чего человек не должен знать, не должен видеть, а если видел — лучше ему умереть“ (Шаламов). Марианне Яровской это удалось. Её героини, прошедшие ГУЛАГ, почти ничего не говорят о своих страданиях. Я услышал их отчаянные вопли во время их молчания. Пережить такие страдания и не сойти с ума — духовный подвиг. Снять такой фильм — нравственный подвиг».

## Награды и номинации
- Премия фестиваля Окно в Европу 2019 за лучшую режиссуру (Марианна Яровская), программа «Выборгский счёт»
- Окно в Европу 2019 — Специальный приз жюри «За проникновенность образов и этической позиции»
- Русское зарубежье (кинофестиваль) 2019 — Марианне Яровской[англ.] (США) приз «За вклад в сохранение памяти о жертвах политических репрессий в СССР»
- Международный фестиваль документального кино в Гонконге 2019 — приз критиков «За лучший документальный фильм»
- Премия фестиваля документального кино в Рейкьявике 2019 — за лучшую режиссуру
- Премия фестиваля кино EBS в Южной Кореe 2019 — приз зрительских симпатий
- Фестиваль в Джефферсоне, Калифорния 2019 — приз «За лучший монтаж»
- Премия фестиваля документального кино в Беркли 2019 — приз «За лучший документальный фильм»
- Премия фестиваля независимого кино в Париже ECU 2019 — приз «За лучший документальный фильм»
- Social Media Impact Awards (SIMA) 2019 — приз «За лучшую режиссуру»
- Accolade Global Film Competition 2019 Humanitarian Awards — приз «За лучшую режиссуру»